# Michèle Marchand
Pour les articles homonymes, voir Marchand.
Michèle Marchand, dite Mimi Marchand ou simplement Mimi, née le 24 mars 1947, est une communicante, femme d'affaires et conseillère en image française.
À la tête de plusieurs entreprises de paparazzi, dont Bestimage, elle travaille depuis le début des années 1990 pour de nombreux titres de presse dont Gala, Paris Match, Public, Closer et Voici, ainsi que pour des personnalités dont elle gère l'image.
Plusieurs controverses mettent en lumière ses méthodes professionnelles, ses pratiques douteuses et les liens complexes entre la presse people, le monde politique et les affaires judiciaires en France, dont elle est parfois la figure centrale de ces interconnexions. 
Plusieurs fois condamnée par la justice, elle est mise en examen depuis 2021 pour « subornation de témoin » et « association de malfaiteurs » dans l'affaire de la fausse rétractation de Ziad Takieddine concernant ses témoignages dans l'affaire Sarkozy-Kadhafi.

## Biographie

### Origines et entrepreneuriat
Michèle Marchand est née le 24 mars 1947[réf. nécessaire]. Elle est la fille unique d'un couple de coiffeurs de Vincennes, anciens résistants communistes. À 16 ans, elle fugue, se marie, tombe enceinte avant sa majorité et a deux enfants. Elle quitte son conjoint, reprend des études de mathématiques et commence à travailler chez un équipementier automobile puis dans des garages parisiens ouverts jour et nuit où elle tient la caisse et découvre le monde de la nuit (stars, policiers et voyous). Dans les années 1970, elle achète deux garages.
Dans les années 1980, elle part aux États-Unis, où elle rénove des maisons puis crée un commerce automobile, récupérant des voitures françaises à la casse, les transférant outre-Atlantique où elle les répare avant de les revendre, ce qui lui vaut un certain succès. Deux de ses anciens maris ont fait de la prison. Elle a aussi travaillé en 1981 dans une revue L’Amateur d'armes où une histoire de falsification de chèques et d'émission de chèques sans provision la conduit en prison. Elle fait également de la détention provisoire pour chèques volés, faux en écriture et écope notamment de trois ans de prison avec sursis pour avoir transporté 500 kg de cannabis en compagnie de son mari, le braqueur Maurice Demagny. Elle est également responsable d'établissements de nuit à Paris dans les années 1990, rue Washington, rue de Ponthieu et porte Maillot (notamment Le Cirque et Le Memories), certains s'affichant pour lesbiennes,,.

### Pressepeopleet procès
Elle rejoint Voici en 1996 en tant que « pigiste internalisée ». Elle se rend vite indispensable (constituant un dossier sur chaque célébrité), et va jusqu'à fournir « 90 % des sujets français » selon d'anciens membres de la rédaction.
Après un procès perdu par Voici, Mimi Marchand ayant, à tort, révélé une rencontre avec l'un des gardes du corps de Diana avant son accident, elle quitte le magazine en 1998 et crée dans un immeuble voisin la société Shadow & Co, qui continue de fournir de nombreux scoops à Voici. En 2003, elle est placée en détention provisoire dans le cadre d'une enquête portant sur des doubles facturations sur une même information, polémique qui implique de nombreuses célébrités de l'époque, par exemple pour des sujets posés. Elle est relaxée en 2008. Entre-temps, elle a créé une nouvelle agence, travaillant notamment avec son compagnon, un homme des RG (avec qui elle s'est mariée en 2015) ou encore Laurence Pieau. Elle est à l'origine de la photographie de Ségolène Royal en maillot de bain, prise à l'été 2006, alors qu'elle est candidate à l'élection présidentielle ; Michèle Marchand rompt là la règle tacite voulant que la presse people ne s'attaque pas aux personnalités politiques.
Fin 2007, elle participe au lancement du site PurePeople (Webedia), premier site pure player d'informations consacrées aux célébrités, notamment grâce au scoop de la liaison entre Nicolas Sarkozy et Carla Bruni et obtenant l'autorisation d'introduire un photographe au mariage de Cécilia Sarkozy et Richard Attias. Le site est un succès, avec 20 millions de visiteurs à l'époque, privilégiant les belles photos aux scandales. L'influence et la notoriété de Michèle Marchand grandissent. En 2010, elle vend pour 500 000 € ses parts dans PurePeople, tout en restant prestataire extérieure. En 2011, elle crée Bestimage, une des trois plus importantes agences françaises de photos de célébrités surnommée une « écurie de paparazzis ».
Alors que le secteur de la presse people est en difficulté, Michèle Marchand poursuit son activité, fournissant une information clef en main, photos et textes compris. À Monaco, elle obtient de réaliser les clichés de la famille Grimaldi, gérant ensuite leur diffusion dans la presse écrite et internet.
Soupçonnée, elle se défend farouchement d'être à l'origine des révélations de Closer en janvier 2014 concernant la liaison supposée de François Hollande avec Julie Gayet.
« Disposant d'un carnet d'adresses inégalé dans la profession », elle est une « source majeure d'un grand nombre de magazines » selon L'Express ou Libération. « Familière du Tout-Paris », « la Mata Hari de la presse people » comme on la surnomme, est à l'origine de la photo de Zahia Dehar en couverture de Paris Match, des fausses images volées de Rachida Dati accompagnée de Vincent Lindon publiées dans Closer, ou des premières photos du couple Hollande-Trierweiler à la plage. Michèle Marchand dispose de nombreuses relations avec la sphère médiatique, qui sont également clientes de son agence Bestimage pour leur conseil en image, comme Marc-Olivier Fogiel, Cyril Hanouna et son émission Touche pas à mon poste !, Stéphane Plaza.
Lourdement endettée et menacée par plusieurs procédures judiciaires, Michèle Marchand vend l'agence Bestimage à Xavier Niel en juin 2024.

### Engagements politico-médiatiques
Michèle Marchand a possédé la carte de grand donateur de l'UMP. Soutien de Nicolas Sarkozy, elle était assise au premier rang de certains de rassemblements de campagne de celui-ci jusqu'à la primaire de 2016.
Selon François Hollande, elle « est responsable de la peopolisation de la vie politique ».
En 2017, elle est l'une des communicantes de la campagne médiatique du couple Brigitte et Emmanuel Macron pour sa campagne présidentielle,,, après avoir été présentée au couple Macron par Xavier Niel, au printemps 2016. Début juillet 2018, il lui aurait été proposé de s'occuper officiellement de la communication de la « Première dame », qui s'est liée d'amitié avec elle. Cependant, elle aurait été écartée à la suite de la publication de Mimi, la biographie qui lui a été consacrée,.
En juillet 2018, la dirigeante de Bestimage porte plainte contre le magazine Le Point et Le Canard enchaîné pour avoir diffusé une photo d'elle derrière le bureau présidentiel faisant le « V de la victoire ».

### Vie privée
Anciennement mariée à un gangster surnommé Hafed, puis au braqueur Maurice Demagny rencontré pendant sa détention à la maison d'arrêt de Fleury-Mérogis,, elle a pour conjoint, depuis 2015, un ancien commandant de police à l'Office central pour la répression du faux-monnayage, qui dirige la société Chouet'press, raison sociale de l'agence Bestimage.

## Controverses

### Falsifications
Michèle Marchand est accusée ou soupçonnée d'avoir fabriqué de faux documents dans plusieurs affaires et d'usage de faux, notamment un faux certificat de mariage de Vincent Lindon et Caroline de Monaco, et une interview inventée du garde du corps de Lady Di. Elle nie les faits reprochés.

### Affaire Elite Model Management
Elle joue un rôle trouble dans la défense de l'agence Elite Model Management et de Gérald Marie, accusés d'exploiter sexuellement de jeunes mannequins,.

### Affaire Benalla
Plusieurs liens sont établis entre Michèle Marchand et Alexandre Benalla dans le contexte de l'affaire Benalla.
Michèle Marchand aurait hébergé Alexandre Benalla au plus fort du scandale en juillet 2018,. Il affirme avoir séjourné chez elle « une semaine », bien qu'elle ne reconnaisse que deux nuits d'hébergement « dans l'appartement d'un ami ». Selon le témoignage de Chokri Wakrim, il aurait aidé Benalla à « transporter ses affaires » dans un appartement qu'elle aurait mis à sa disposition. Elle lui aurait également prêté plusieurs voitures, notamment une camionnette à vitres teintées, habituellement utilisée par les paparazzis, appartenant à Bestimage. Elle admet avoir prêté sa « voiture personnelle deux ou trois fois fin juillet », mais nie avoir prêté la camionnette de paparazzi. Benalla affirme aussi qu'elle lui aurait proposé de l'argent, qu'il dit avoir refusé.
Ces liens soulèvent des questions sur le rôle de Michèle Marchand, qui est présentée comme une proche du couple Macron et gère leur image depuis l'été 2017. Son implication dans l'affaire Benalla reste encore à préciser, mais ces révélations mettent en lumière les relations complexes entre les différents acteurs proches du pouvoir.

### Censures d'informations
La communicante mobilise son réseau pour interférer sur la sortie d’une biographie la concernant, écrite par les journalistes Jean-Michel Décugis, Marc Leplongeon et Pauline Guéna. Celle-ci redoute l'impact de la sortie de ce livre dans les médias. Karine Le Marchand intervient pour elle auprès de la direction du groupe M6.
Mimi Marchand œuvre à limiter l’impact de nuisance que peuvent porter la presse sur l'image de ses clients. Comme les révélations de Médiapart — négligées par le reste de la presse — sur l’affaire Richard Orlinski.

### Filatures et paparazzade controversées
À l'été 2023, la relation de la présentatrice Anne-Élisabeth Lemoine avec l’humoriste Bertrand Chameroy est rendue publique dans Voici, provoquant la colère des intéressés. Plusieurs rumeurs imputent la responsabilité des images à Mimi Marchand, qui dément cette information. En mai 2024, Mediapart rapporte que de nouveaux clichés « exclusifs » du couple sont proposés à la vente à « prix spécial », à condition que le nom de Bestimage n’apparaisse jamais.
Le 13 mars 2024, devant le commissariat central de Paris du 3e arrondissement de Paris, un photographe en lien avec Bestimage capture des photos d'une plaignante — ayant requis l’anonymat dans les médias — de l’animateur Stéphane Plaza, accusé de violences conjugales par plusieurs femmes. Les clichés ne correspondent pas à l'une des plaignantes, mais interroge sur l'intérêt de ces photos pour Mimi Marchand, qui a pour client Stéphane Plaza.

## Poursuites judiciaires
Mimi Marchand, figure controversée de la presse people française, est impliquée dans plusieurs affaires judiciaires.

### Émissions et usages de chèques sans provision
En 1986, elle est condamnée à six mois de prison pour « émission de chèques sans provision, falsification et usage ». En appel en 1989, elle est relaxée de la charge de falsification, avec une peine ramenée à quatre mois avec sursis. Cette condamnation pour délit financier l'a conduite en prison pour la première fois,.

### Complicité de trafic de drogue
Au milieu des années 1990, elle a été arrêtée au volant d'une fourgonnette transportant 500 kg de cannabis en provenance du Maroc. Elle était en compagnie de son mari, le braqueur Maurice Demagny. Tandis que ce dernier était condamné à six ans de prison pour trafic de stupéfiants, Michèle Marchand est condamnée en 1998 à trois ans de sursis,.

### Affaire de la fausse rétractation de Zied Takieddine
Le 5 juin 2021, Michèle Marchand est placée en garde à vue, puis mise en examen avec quatre autres personnes pour « subornation de témoin [et] association de malfaiteurs en vue de commettre une escroquerie en bande organisée » dans l'affaire de la fausse rétractation de Ziad Takieddine concernant ses témoignages dans l'affaire Sarkozy-Kadhafi, sur le financement libyen de la campagne présidentielle de Nicolas Sarkozy en 2007,.
Le 18 juin suivant, elle est placée en détention provisoire pour non-respect du contrôle judiciaire imposé lors de sa mise en examen,,. Elle est relâchée le 21 juillet.

### Affaire d'extorsion de fonds à Karine Le Marchand
Le 12 août 2021, selon Mediapart, puis d'autres médias, Mimi Marchand est mise en examen pour « recel de violation du secret professionnel » et « extorsion » au détriment de Karine Le Marchand, qui a saisi l'inspection générale de la Police nationale (IGPN) car il lui semblait que des fonctionnaires du commissariat du 16e arrondissement de Paris informaient illégalement des paparazzis à propos de plaintes déposées par des célébrités, et placée sous contrôle judiciaire, dans l'information judiciaire relative à la diffusion par Paris Match, en février 2020, de photos de l’interpellation de Piotr Pavlenski.
En avril 2024, elle est renvoyée en correctionnelle pour extorsion de fonds à la demande du parquet de Paris. Elle est suspectée d'avoir soutiré de l'argent à l'animatrice Karine Le Marchand grâce à des photos volées de sa fille. Le 26 septembre 2022, lors d'une confrontation avec Karine Le Marchand, elle reconnait avoir reçu 1 600 €,. Le 1er juillet 2025, Mimi Marchand est condamnée dans cette affaire à 18 mois de prison avec sursis et à 25 000 euros d'amende.
Mediapart révèle que d’autres situations laissent à penser qu'il s'agissait d'une pratique récurrente de l'agence de presse de Michèle Marchand.

### Documentaires
- Les Méthodes choc des paparazzi, Canal+, Spécial Investigation,
- De 'Voici' à l’Elysée : Mimi Marchand, l’influente de la République, Complément d'enquête, le 13 janvier 2022[37].